# ۹۵۱ (قمری)
۹۵۱ (قمری)، نهصد و پنجاه و یکمین سال در گاهشماری هجری قمری است. اول محرم این سال برابر با چهارم آوریل سال ۱۵۴۴ میلادی است.